# Археологическая терминология
Археологическая терминология
| # А Б В Г Д Е Ё Ж З И К Л М Н О П Р С Т У Ф Х Ц Ч Ш Щ Э Ю Я |

## А
- Абсолютный геологический возраст
- Амфора
- Амфитеатр
- Ангоб
- Артефакт (археология)
- Археоастрономия
- Археогенетика
- Археологическая культура
- Археологический памятник
- Археология конфликтов
- Атриум

## Б
- Барабан (архитектура)
- Бронзовый век

## В
- Воздушная археология
- Villa rustica

## Г
- Галло-римляне
- Геохронология
- Гидратация стекла (метод датирования)
- Гипокауст
- Гипостильный зал
- Глиф
- Горизонт
- Грот (рельеф)

## Д
- Дендрохронология
- Доисторический и раннеисторический период

## Е
- Египтология

## Ж
- Железный век

## З
- Захоронение

## И
- Ингумация
- Индустрия
- Инсула

## К
- Каменный век
- Капитель
- Кастеллология
- Катакомбы
- Кенотаф
- Кирпичная кладка
- Колонна (архитектура)
- Коридорная гробница
- Кратер (сосуд)
- Ксеноархеология
- Культурно-историческая археология
- Курган

## Л
- Ледяные керны

## М
- Мастаба
- Мегалиты
- Мегалиты России
- Мезолит
- Менгир
- Микролит (орудие)
- Мильный камень
- Мозаика
- Мотт и бейли
- Мумия

## Н
- Некрополь
- Неолит
- Неуместный артефакт
- Нуклеус (археология)
- Нумизматика
- Нураги

## О
- Ономастика
- Оппидум
- Оптическое датирование
- Остракон
- Открытый лист

## П
- Палеогляциология
- Палеолит
- Палеоиндейцы
- Палеомагнитное датирование
- Палинология
- Первобытное общество
- Перистиль
- Петроглифы
- Планиграфия
- Превентивная археология
- Протоистория
- Погребальная урна
- Погребальные предметы
- Подводная археология
- Процессуальная археология
  - Постпроцессуальная археология

## Р
- Радиоуглеродный анализ
- Раскопки
- Римские дороги
- Рубило
- Ритуальный археологический комплекс
- Руководящие ископаемые

## С
- Саркофаг
- Свалка
- Свайное жилище
- Святилище
- Стела
- Стратиграфия
- Судаториум

## Т
- Тепидарий
- Термолюминесцентное датирование
  - Термолюминесценция
- Термы
- Террамары
- Типология форм древнегреческих ваз
- Торквес
- Тур (куча камней)

## У
- Условия сохранности органических остатков в условиях торфяников

## Ф
- Фибула
- Форум (площадь)
- Фригидарий

## Х
- Хризма
- Хронология донных отложений

## Ч
- Чёрные копатели

## Ш
- Шахтовая гробница
- Шейная гривна
- Шурф

## Э
- Экс-вото
- Экспериментальная археология
- Эолит
- Эпиграфика
  - Греческая эпиграфика
  - Латинская эпиграфика
- Этноархеология